# Efektivní altruismus
Efektivní altruismus je filozofie a sociální hnutí, které hledá nejúčinnější způsoby jak zlepšit svět pomocí vědeckých důkazů a rozumu. Efektivní altruismus je forma filosofického pragmatismu, která nabádá jednotlivce, aby zvažovali při rozhodování všechny světové problémy a možné způsoby jednání, a pak se chovali tak, aby podle svých osobních hodnot přinesli světu co největší pozitivní dopad.
Efektivní altruismus se tímto širokým a vědeckým pohledem liší od tradičního přístupu k altruismu a charitě.[zdroj?] Zatímco podstatná část efektivních altruistů je zaměřena na neziskový sektor, filozofie efektivního altruismu se dá uplatnit mnohem obecněji, například k upřednostňování vědeckých projektů, společností a politických iniciativ, o kterých se dá předpokládat, že zachrání a zlepší co nejvíce životů. Mezi významné osoby spojené s tímto hnutím patří filozof Peter Singer, spoluzakladatel Facebooku Dustin Moskovitz, Oxfordský filozof William MacAskill a výzkumník Toby Ord.

## Filozofie

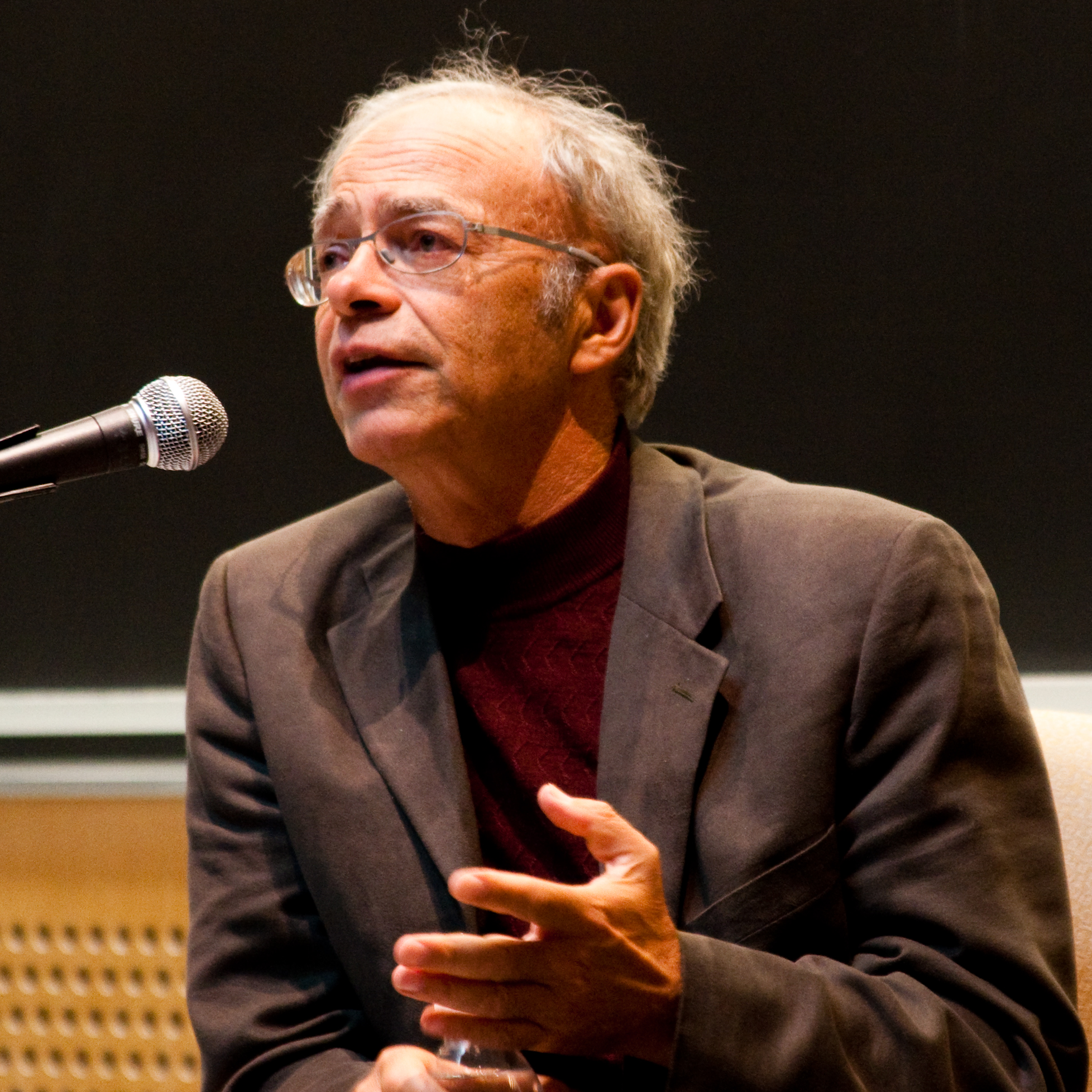
Peter Singer je známý zastánce efektivního altruismu

Efektivní altruismus se liší od jiných přístupů k filantropii důrazem na kvantitativní srovnávání charitativních projektů a intervencí s cílem maximalizace určitých morálních hodnot (například počet zachráněných lidských životů, QALY nebo jiné). Tímto souvisí s filozofií konsekvencialismu, se kterou někteří představitelé hnutí souhlasí.

### Prioritizace
Přestože se neziskové organizace čím dál tím více snaží zlepšovat svoji efektivnost pomocí vědecké metody, obvykle to provádí pouze v jedné oblasti, na kterou jsou zaměřeny – například vzdělávání nebo globální oteplování. Efektivní altruisté se oproti tomu snaží porovnávat i různou efektivitu různých oblastí pomoci.
Mezi priority efektivních altruistů patří: chudoba v rozvojovém světě, utrpení zvířat chovaných na farmách a žijících ve volné přírodě a vzdálená budoucnost lidstva. Především názory filozofa Petera Singera pomohly v růstu hnutí efektivního altruismu.

### Efektivita nákladů
Efektivní altruisté se, pokud možno, snaží najít charity, které jsou vysoce nákladově efektivní, což znamená, že dosahují nejvyššího přínosu za určitou částku. Například vybírání zdravotní intervence probíhá na základě několika metrik, které měří jejich dopad. Počet životů zachráněných za jeden dolar, QALY (quality-adjusted life years) vyjadřující vylepšení kvality života s cílem maximalizovat počet let, které člověk prožije navíc v plném zdraví, kde 1 QALY=1 rok. DALY (disability-adjusted life years) je klíčová metrika používaná Světovou zdravotnickou organizací při OSN v dokumentech jako Globální zátěž nemocí (Global Burden of Disease), kde vyjadřuje množství ztracených let v důsledku nemoci, jiného postižení nebo předčasného úmrtí.
Organizace efektivního altruismu používají randomizované kontrolované studie jako hlavní zdroj důkazů. Takové studie jsou považovány za spolehlivý zdroj vědeckých důkazů, vysoko na pomyslném žebříčku důkazu používaných k formování zdravotnických postupů a pravidel, protože randomizované kontrolované studie ze své podstaty snižují riziko falešné kauzality a ovlivnění ze stran autorů. Určité zdravotnické intervence, jako očkování, jsou dostatečně podloženy vědeckými důkazy, a proto charity, provádějící takové intervence, nemusí dokazovat jejich účinnost. Následující akademické skupiny provádí randomizované kontrolované studie jiných zdravotnických intervencí: Poverty Action Lab a Innovations for Poverty Action.
Organizace efektivního altruismu tvrdí, že některé charity jsou mnohem efektivnější než jiné, a to buď proto, že některé nedosahují svých cílů, nebo kvůli proměnlivosti nákladů, které jsou nutné k dosahovaní těchto cílů. Projekty s velkým dopadem na zlepšení zdraví mohou být až stonásobně efektivnější, než projekty s malým dopadem.

### Nestrannost
Efektivní altruisté odmítají názor, že některé životy mají ze své podstaty vyšší hodnotu než jiné. Například věří, že člověk v rozvojové zemi má stejnou hodnotu jako člověk v jeho vlastní krajině. Navíc si mnoho efektivních altruistů myslí, že budoucí generace mají srovnatelnou morální hodnotu jako současná populace, takže se zaměřují na snižování existenciálních rizik, které by mohly ovlivnit budoucí generace. Jiní věří, že zájmům zvířat by měla být přisuzována stejná morální váha jako srovnatelným zájmům lidí a mělo by se pracovat na snižování a prevenci utrpení těchto zvířat, jako jsou hospodářská zvířata chovaná v průmyslovém zemědělství.

### Komparativní bohatství
Mnoho efektivních altruistů věří, že: „pokud je v naší moci zabránit něčemu špatnému, bez toho, aniž bychom museli obětovat něco podobné morální  hodnoty, měli bychom to udělat”. Kdokoli s příjmem nad $52, 000 PPP (parita kupní síly) patří k 1% nejbohatší lidí na světě. Proto mnoho efektivních altruistů věnuje značnou část svých příjmů efektivním charitám, jelikož i přes velké darované sumy pro ně není nutné se vzdát důležitých koupí.

### Hypotetické úvahy
Efektivní altruisté argumentují tím, že hypotetické úvahy jsou důležitou součástí procesu určování těch nejlepších postupů, které maximalizují pozitivní dopad. Mnoho lidí předpokládá, že nejlepší způsob, jak pomoci lidem je v přímé pomoci, jako práce pro charitu nebo poskytování sociálních služeb. Protože poskytovatelé těchto sociálních služeb zpravidla nemají problém s hledáním zaměstnanců a dobrovolníků, efektivní altruisté se snaží srovnávat množství dobra, které by vykonal nejlepší kandidát a množství dobra, vykonané druhým nejlepším kandidát na takové pozici. V tomto ohledu dopad při výběru altruistické kariéry může být menší, než se na první pohled zdá.
Strategie earning to give byla navržena jako jedna z možných pro efektivní altruisty. Tato strategie se zaměřuje na primární výběr kariéry v dobře placeném odvětví, s jasným cílem věnovat velkou část takto vydělaných peněz na efektivní charitu. Benjamin Todd a William Mc Askill tvrdí, že dopad potenciálních neetických činů v rámci takto výnosné kariéry je druhořadý, protože někdo jiný na této pozici by jednal stejně nehledě na své zájmy, zatímco dopad peněz darovaných efektivním altruistou je mnohem větší.

## Chování

### Volba kariéry
Výběr kariéry je rozhodujícím faktorem v celkovém množství dobra, které je jedinec schopný vykonat, ať už přímo v rámci kariéry např. v sociálních službách, nebo nepřímo tím, jak využívá vydělané peníze na pomoc ostatním. Organizace 80,000 Hours se snaží poskytnout kariérní poradenství efektivním altruistům a pomoci jim maximalizovat pozitivní dopad. Tvrdí, že volba kariéry by měla vycházet jak z přímého dopadu (včetně dopadu prostřednictvím darovaných peněz), tak z dopadu, který by mělo budování kariérního kapitálu, který může být využit později.

### Darování
Efektivní altruismus podporuje darování peněz na charitativní účely. Cílem je zvyšování množství peněz, které lidé darují, nebo hledání neziskových organizací, které nejlépe splňují kritéria efektivního altruismu. Evaluátor charit GiveWell se zaměřuje především na druhý problém identifikací nejlepších příležitostí k darování a rozšiřováním možného financování. Giwing What We Can (GWWC) má za cíl adresovat oba aspekty: slib GWWC vyzývá k darování 10 % veškerých příjmů a doporučuje konkrétní charity, které obdarovat.
Mnoho  altruistů daruje podstatně víc, než je zvykem v jejich sociálním prostředí. Někteří věří, že zmírňovat utrpení skrze darování peněz je morální povinnost, pokud vzdání se dané částky nezpůsobí srovnatelné utrpení jemu samotnému. To vede některé z nich ke skromnému životu, který umožní darovat více peněz.
Jiní efektivní altruisté se snaží darovat více peněz prostřednictvím earning to give, tedy skrze kariéru např. ve financích nebo technologiích. Tato strategie vyvolala kontroverzi. David Brooks, sloupkař v The New York Times, kritizoval efektivní altruisty, kteří si takovou strategii zvolili. Napsal, že většina lidí pracujících ve finančnictví a jiných vysoce placených oborech, si cení peněz z velmi sobeckých důvodů, a proto obklopovat se takovými lidmi vede efektivní altruisty k tomu, že se stávají méně altruističtí. Někteří efektivní altruisté tuhle možnost připouští a snaží se potlačit riziko pomocí online komunit, veřejných slibů a darů skrze dárcovské investice pro charitativní účely. V týdeníku The Week, Pascal-Emmanuel Gobry tvrdil, že zvolit si takto „neetickou“ kariéru je z podstaty nemorální bez ohledu na důvody.

## Prioritizace oblastí pomoci
Efektivní altruismus je v podstatě otevřen pomoci v jakékoli oblasti, kde to nejvíce pomůže. V praxi, lidé v rámci hnutí efektivního altruismu, prioritizovali následující čtyři klíčové oblasti.

### Zmírnění globální chudoby
Téma zmírňování globální chudoby bylo  spojováno už s jedněmi z prvních a nejprominentnějších organizací efektivního altruismu. Evaluátor charit GiveWell tvrdí, že největší dopad vztažen na jednotku peněz má mezinárodní snižování chudoby a řešení zdravotních problémů rozvojového světa. Jeho hlavní doporučení byla v těchto čtyřech oblastech.(Against Malaria Foundation, Schistosoiasis Control Initiative, Deworm the World Initiative, a dříve také VillageReach v rámci globálního zdraví a GiveDirectly pro přímé bezpodmínkové finanční dary) Zatímco většina z prvotních zaměření byla v rámci přímých strategií jako zdravotní intervence, finanční pomoc, mikropůjčky a mikroplatby, byla zde také snaha o více systematickou sociální, ekonomickou a politickou reformu, která by zajistila větší a dlouhodobější snížení chudoby.

### Zvířecí welfare
Mnoho efektivních altruistů věří, že snižování utrpení zvířat by mělo být hlavní prioritou a že, v současné situaci, existují nákladově efektivní způsoby, jak toho dosáhnout. (29) Hlavní organizace, soustřeďující se na tuto oblast spojena s efektivním altruismem, je Animal Charity Evaluator (ACE, dříve nazýván Effective Animal Activism) která hodnotí a porovnává nejrůznější zvířecí charity v závislosti na jejich nákladové efektivitě a transparentnosti. Zvláště ty, které se věnují průmyslovému chovu zvířat.

### Vzdálená budoucnost a globální katastrofická rizika
Někteří efektivní altruisté věří, že otázka vzdálené budoucnosti je nesmírně důležitá. Zejména říkají, že i když použijeme jakékoli měřítko (bohatství, potenciál trpět nebo být šťastný, atd.)  a vztáhmene ho na mnoho budoucích generací, daleko přesahuje hodnotu pro lidi žijící v současnosti.
Poukazování na existenciální rizika jako nebezpečí spojená s nanotechnologiemi, biotechnologiemi, pokročilou umělou inteligencí a globálním oteplováním je často zdůrazňováno a je předmětem aktivního výzkumu. Některé z organizací, které aktivně pracují na výzkumu a propagaci tématu vzdálené budoucnosti, spojené s efektivní altruismem jsou: Future of Humanity Institute, Centre for the Study of Existential Risk a Future of Life Institute. Navíc, Machine Intelligence Research Institute (MIRI) se výlučně zaměřuje na zajištění toho, že vytvoření umělé inteligence chytřejší než člověk, bude mít pozitivní dopad

### Meta
Někteří efektivní altruisté se snaží zvýšit svůj dopad tím, že zvyšují a vylepšují kapacity samotných komunit. Oblasti, na které se obvykle tyto organizace zaměřují jsou outreach (zvyšování počtu lidí zapojených v efektivním altruismu) vylepšování hnutí (zefektivňování a zvyšování kapacit samotných organizací) a cause research (zjišťování, který oblastem je nejefektivnější se věnovat).

## Organizace zaměřené na efektivní altruismus

### Givewell
Evaluátor charit GiveWell byl založen v roce 2007. Jeho cílem je identifikace těch nejslibnějších příčin a charit kterým věnovat peníze, většina doporučení byla zatím v oblasti snižování světové chudoby a zlepšování zdraví. GiveWell je součást hnutí efektivího altruismu. V září 2011, GiveWell oznámilo otevření GiveWell Labu, který zkoumá více spekulativní oblasti. V srpnu 2014 změnili název na ‘’Open Philanthropy Project’’. OPP je spolupráce mezi GiveWell a GoodVentures, filantropickoou organizací založenou spoluzakladatelem facebooku Dustine Moskowitzem a jeho ženou Cari Tuna.

### Giving What We Can
Giving What We Can (GWWC) je organizce lidí, kteří se snaží maximalizovat množství dobra, které konají ve světě prostřednictvím finančních darů. Založena v listopadu 2009 filozofem Toby Ordem, GWWC se zaměřuje zmírňování světové chudoby. Ačkoli provádí i vlastní výzkum, hlavní zdroj výzkumu leží v jiných organizacích jako GiveWell. Slib GWWC člověka zavazuje k darování 10% vlastních příjmů na efektivní účely. GWWC působí pod organizací Centre for Effective Altruism.

### 80,000 Hours
80,000 Hours (80 000 Hodin)  je Oxfordská organizace, působící ve Velké Británii. Věnuje se výzkumu v oblasti kariéry s pozitivním sociálním dopadem a poskytuje kariérní poradenství. Zdůrazňuje, že pozitivní dopad při výběru určitého zaměstnání by se měl měřit množstvím dobra, které je vykonáno navíc jako následek výběru takové kariéry, ne množstvím dobra,vykonaného přímo. Bere do úvahy nepřímé způsoby jak zvýšit množství dobra, které konáme, jako výběr kariéry ve vysoce výdělečném odvětví a darování části takto vydělaných peněz, stejně tak přímé způsoby jako vědecký výzkum. 80 000 Hours provozuje charita Centre for Effective Altruism. Jméno je převzato z 80 000 hodin, které průměrný člověk věnuje svojí kariéře.

## Efektivní altruismus jako sociální hnutí v historii
Myšlenky stojící za efektivním altruismem, jako konsekvencialismus, jsou už dlouho známy v rámci praktické filozofie a byly předmětem prací filozofů jako například Petera Singera a Petera Ungera. Základní argument altruismu byl definován v Singerově spisu “Famine, Affluence, and Morality” (Hladomor, hojnost a morálka) z roku 1972, ve kterém tvrdí, že lidé mají povinnost pomáhat těm v nouzi.
Pokud je v naší moci zabránit něčemu špatnému, bez toho, aniž bychom museli obětovat něco podobné morální hodnoty, měli bychom to udělat.
Hnutí nesoucí název efektivní altruismus vzniklo až na konci prvního desetiletí po roce 2000(65), a bylo soustředěno kolem organizací jako Giving What We Can.
Konference efektivního altruismu se konají od roku 2013. V roce 2015 Peter Singer publikoval knihu s názvem The Most Good You Can Do (Tolik dobra, kolik je ve vašich silách) knihu o efektivním altruismu. Kniha popisuje a propaguje filozofii a sociální hnutí efektivního altruismu.

## Kritika
David Brooks zpochybňoval, zda by dětem ve vzdálených zemích měla být přisuzována stejná morální hodnota jako dětem v naší části Země. Tvrdí, že morálka by měla být “vnitřně zušlechťující”(40).
Pascal-Emmanuel Gobry varuje před “problémem měřitelnosti”, kdy v některých oblastech jako je lékařský výzkum nebo snaha o reformu vládních systémů třetích zemí “krok za krokem” jsou těžko měřitelné pomocí kontrolovaných a nákladově efektivních postupů, čímž se tyto oblasti dostávají mimo hlavní zájmy hnutí efektivního altruismu.
V magazínu Jacobin Mathew Snow namítá, že efektivní altruismus “prosí jednotlivce, aby použili vlastní peníze na zaopatření potřeb těch, kteří je zoufale potřebují, ale v prvé řadě neříká nic o systému, který určuje jak jsou tyto nezbytnosti vyráběny a distribuovány". Joshua Kissel tvrdí že antikapitalismus je teoreticky kompatibilní s efektivním altrusimem a dodává, že efektivní altruisté a antikapitalisté mají důvody být vůči sobě přátelštější.